# Ostrów Świecki
Ostrów Świecki (niem. Ehrenthal) – wieś w Polsce położona w województwie kujawsko-pomorskim, w powiecie chełmińskim, w gminie Chełmno.

## Podział administracyjny
W latach 1975–1998 miejscowość administracyjnie należała do województwa toruńskiego.

## Demografia
Według Narodowego Spisu Powszechnego (III 2011 r.) wieś liczyła 228 mieszkańców. Jest trzynastą co do wielkości miejscowością gminy Chełmno.